# Legge di Bergonie e Tribondeau
La legge di Bergonie e Tribondeau è una legge sulla radiosensibilità degli organismi viventi formulata nel 1906 da Jean Bergonie e Louis Tribondeau.
Essa si può riassumere in due concetti:
1. La radiosensibilità di una cellula è tanto più alta se essa si trova in uno stato di proliferazione o in fase di crescita.
2. La radiosensibilità di una cellula è correlata positivamente con la sua attività metabolica.[1]